# Nenad Erić
Pour les articles homonymes, voir Erić.
Nenad Erić (né le 26 mai 1982 à Požega) est un footballeur international kazakh, qui possède également la nationalité serbe. Il évolue au poste de gardien de but, et mesure 1,97 m pour un poids de 93 kg.

## Palmarès
FK Astana
- Championnat du Kazakhstan (6) :
  - Champion : 2014, 2015, 2016, 2017, 2018 et 2019.

- Coupe du Kazakhstan (2) :
  - Champion : 2012 et 2016.

- Supercoupe du Kazakhstan (5) :
  - Champion : 2011, 2015, 2018, 2019, 2020.